# Hrabia Buchan
Tytuł hrabiego Buchan był kreowany trzykrotnie w parostwie Szkocji
- Dodatkowe tytuły:
  - lord Auchterhouse (kreowany w parostwie Szkocji w 1469 r.)
  - lord Cardross (kreowany w parostwie Szkocji w 1610 r.)
  - baron Erskine (kreowany w parostwie Zjednoczonego Królestwa w 1806 r., w posiadaniu hrabiów Buchan od 1960 r.)
- Tytułem grzecznościowym najstarszego syna hrabiego Buchan jest lord Cardross
- Rodową siedzibą hrabiów Buchan jest Newnham House w północnej części hrabstwa Hampshire

## Lista hrabiów Buchan
Hrabiowie Buchan 1. kreacji (parostwo Szkocji)
- pocz. XII w.: Cainnech
- ok. 1131: Gartnait
- ok. 1174: Éva ingen Garnait
- przed 1214: Fergus
- do 1244: Marjory
- 1244–1289: Alexander Comyn, hrabia Buchan
- 1289–1313: John Comyn, hrabia Buchan

Hrabiowie Buchan 2. kreacji (parostwo Szkocji)
- 1374–1404: Alexander Stewart, hrabia Buchan
- 1404–1406: Robert Stewart, książę Albany
- 1406–1424: John Stewart, hrabia Buchan
- 1424–1425: Murdoch Stewart, książę Albany

Hrabiowie Buchan 3. kreacji (parostwo Szkocji)
- 1469–1487: James Stewart, 1. hrabia Buchan
- 1487–1505: Alexander Stewart, 2. hrabia Buchan
- 1505–1551: John Stewart, 3. hrabia Buchan
- 1551–1580: Christina Stewart, 4. hrabina Buchan
- 1558–1601: James Douglas, 5. hrabia Buchan
- 1601–1628: Mary Douglas, 6. hrabina Buchan
- 1628–1674: James Erskine, 7. hrabia Buchan
- 1674–1695: William Erskine, 8. hrabia Buchan
- 1695–1745: David Erskine, 9. hrabia Buchan
- 1745–1767: Henry David Erskine, 10. hrabia Buchan
- 1767–1829: David Stewart Erskine, 11. hrabia Buchan
- 1829–1857: Henry David Erskine, 12. hrabia Buchan
- 1857–1898: David Stuart Erskine, 13. hrabia Buchan
- 1898–1934: Shipley Gordon Stuart Erskine, 14. hrabia Buchan
- 1934–1960: Ronald Douglas Stewart Mar Erskine, 15. hrabia Buchan
- 1960–1984: Donald Cardross Flower Erskine, 16. hrabia Buchan
- 1984 -: Malcolm Harry Erskine, 17. hrabia Buchan

Najstarszy syn 17. hrabiego Buchan: Henry Thomas Alexander Erskine, lord Cardross